# (20082) Yannlecun
(20082) Yannlecun est un astéroïde de la ceinture principale d'astéroïdes découvert en 1994.

## Description
(20082) Yannlecun a été découvert le 9 mars 1994 au Centre de recherches en géodynamique et astrométrie (CERGA), à Caussols en France, par Eric Walter Elst.

### Caractéristiques orbitales
L'orbite de cet astéroïde est caractérisée par un demi-grand axe de 2,41 UA, un périhélie de 2,18 UA, une excentricité de 0,010 et une inclinaison de 7,02° par rapport à l'écliptique. Du fait de ces caractéristiques, à savoir un demi-grand axe compris entre 2 et 3,2 UA et un périhélie supérieur à 1,666 UA, il est classé, selon la JPL Small-Body Database, comme objet de la ceinture principale d'astéroïdes.

### Caractéristiques physiques
(20082) Yannlecun a une magnitude absolue (H) de 15,1 et un albédo estimé à 0,163.